# Wojciech Pająk
Wojciech Pająk (ur. 14 października 1979 w Bielsku-Białej) – polski snowboardzista, medalista zimowej Uniwersjady (2001) i (2003).

## Życiorys
Był zawodnikiem BSS Bielsko-Biała i AZS Zakopane.
W 2001 zdobył srebrny medal w konkurencji half-pipe podczas zimowej Uniwersjady. Kolejny srebrny medal w tej samej konkurencji wywalczył na uniwersjadzie w 2003.
Reprezentował Polskę na mistrzostwach świata w snowboardzie w 1997 (43 m w half-pipe, 54 m w slalomie gigancie), 1999 (19 m w half-pipe), 2001 (39 m w half-pipe), 2003 (36 m. w half-pipe, 33 m w Big Air), a także mistrzostwach świata juniorów w 1998 (6 m w half-pipe, 19 m w slalomie gigancie), 1999 (21 m w half-pipe). Na mistrzostwach Polski wywalczył dwa tytuły wicemistrzowskie w 1999 (w half-pipe i snowboardcrossie), tytuł wicemistrzowski w 2001 (w half-pipe)
Uprawia także freeride, w 2012 zwyciężył wśród snowboardzistów w Polish Freeride Open 2012
Pracuje w rodzinnej firmie Pająk Sport, którą jego rodzice, Ewa i Andrzej Pająkowie założyli w 1983. Snowboard uprawiali także jego brat Grzegorz i siostra Izabela.